# Лейб-компания
Лейб-компания (17—31 декабря 1741 года — 21 марта 1762 года, от нем. Leib — тело и фр. compagnie — рота) — гренадерская рота (300 гренадер и 64 «заротных чинов», итого — 364 человека личного состава) Лейб-гвардии Преображенского полка и группа приближённых ко двору знатных лиц, под личным руководством дочери Петра I, Елизаветы, силами которых 25 ноября 1741 года был произведён  дворцовый переворот в Российской империи, и возведена на престол императрица Елизавета Петровна.
Непосредственными командирами в Лейб-компании стали:
- Императрица Елизавета Петровна — капитан (ротный командир);
  - И. С. Барятинский — капрал, с 1758 года поступил в Лейб-компанию и находился при императрице Елизавете Петровне на ординарцах до самой её смерти[3];
- генерал-фельдцейхмейстер принц Людвиг Вильгельм Гессен-Гомбургский — капитан-поручик;
- граф Алексей Григорьевич Разумовский и граф Михаил Илларионович Воронцов — поручики;
- граф Петр Иванович Шувалов и граф Александр Иванович Шувалов, а позднее в 1747 году, граф Иван Симонович Гендриков — подпоручик;
- Георгий Федоров  — прапорщик (знаменосец);
- Языков, Пётр Григорьевич — подпрапорщик.

## Переворот 1741 года
Ночью 25 ноября 1741 года цесаревна Елизавета Петровна с гренадерами Преображенского полка совершила государственный переворот, арестовав младенца-императора Ивана VI Антоновича и его родителей — принца Антона Ульриха Брауншвейгского и Анну Леопольдовну.
Елизавета Петровна, с детства привыкшая к рядовой гвардейской среде, лучше, чем кто-либо из особ её ранга, могла оценить отвагу преображенских гренадеров:  они ради неё нарушили присягу, данную законному монарху (малолетнему Ивану VI). Никто не мог им гарантировать, что захват власти произойдет гладко и что гвардейские и иные полки, расквартированные в столице и вблизи неё, не выступят против них. Взойдя на престол, она не могла отделаться от мысли, что с ней могут обойтись так же. В этой ситуации она могла доверять только тем, кто сделал её императрицей. Поэтому Елизавета Петровна и днем и ночью буквально окружала себя кольцом из лейб-компанцев, будучи во дворце, в спальне, выезжая куда-либо или совершая длительные путешествия.

## История
Указом 31 декабря 1741 (11 января 1742) Елизавета Петровна объявила об учреждении Лейб-компании.

Божией милостию мы, Елизавета Первая, императрица и самодержица всероссийская, и прочая, и прочая. Понеже во время вступления нашего на всероссийский родительский наш престол полки нашей лейб-гвардии, а особливо гренадерская рота Преображенского полка, нам ревностную свою верность так показали, что мы оною их службою… желаемый от всего государства нашего успех в восприятии престола, без всяких дальностей и не учиняя никакого кровопролития, получили; и яко же мы в том благодарны есть Господу Богу, подателю всех благ за неизреченную его милость к нам и всему государству нашему; так имея во всемилостивейшем нашем рассуждении… верную службу вышеписаных, не можем остаться, не показав особливой нашей императорской милости к ним, чего для соизволили мы учинить следующее (следует перечисление денежных наград гвардейским, Ингерманландскому и Астраханскому полкам)… А гренадерскую роту Преображенского полка жалуем: определяем ей имя — Лейб-компания, в которой капитанское место мы, Императорское Величество, соизволяем сами содержать и оною командовать, а в каком числе каких чинов оная наша Лейб-компания состоять имеет и какие ранги обер- и унтер-офицерам и рядовым мы всемилостивейше пожаловали, то следует при сем… Оной нашей Лейб-компании во всех вышеписаных как унтер-офицеров, капралов и рядовых, кроме заротных чинов, всемилостивейше жалуем дворянами (кои до сего времени того не имеют) с таким указом, чтоб от них родившиеся от сего числа дети дворянство по наследству имели; которых ныне от нас всемилостивейше пожалованных дворян повелеваем в нашей герольдии вписать в дворянскую книгу и, для незабвенной памяти будущим родам государства нашего, о сем, от Господа Бога дарованном, успехе в восприятии нами всероссийского родительского нашего престола, в котором случае оные персоны нашей Лейб-компании знатную свою службу нам и всему государству показали, сделать гербы по апробованному от нас рисунку; а которые есть из дворян, и тем в гербы их прибавить и сей новый герб и приготовить надлежащие дипломы к подписанию нашему…
Сама императрица стала капитаном лейб-компании, капитан-поручик получил чин полного генерала, два поручика — генерал-лейтенанта, два подпоручика — генерал-майора, адъютант стал бригадиром, прапорщик — полковником, восемь сержантов — подполковниками, шестеро вице-сержантов произведены были в премьер-майорский чин, подпрапорщик и квартирмейстер — в секунд-майоры, двенадцать капралов стали капитанами, дюжина вице-капралов — капитан-поручиками, а триста гренадер — поручиками.
Прямой и единственной обязанностью Лейб-компании была охрана особы императрицы и лиц императорской фамилии. Как в Петербурге, так и в Москве и в загородных дворцах обеих столиц при императрице, а во время высочайших «походов» и при великом князе и великой княгине всегда была команда лейб-компанцев. В Петербурге ежедневно внутренний караул от Лейб-компании состоял из 1 сержанта, 1 капрала, 10 кавалергардов и 40 гренадеров при барабанщике и флейтщике.
В 1749 году для размещения Лейб-компании был отведён Зимний дворец Петра I, или «Старый Зимний дом», как его называли. Он находился на месте современного Эрмитажного театра и казарм 1-го батальона Лейб-гвардии Преображенского полка. Всё содержание на лейб-компанию отпускалось из придворной конторы. Во время коронаций и при других торжественных случаях лейб-компанцы надевали кавалергардские мундиры и несли придворную службу кавалергардов.

## Лейб-компанские гербы
В общем проекте лейб-компанского герба значится: в чёрном поле золотое стропило с изображением трёх зажжённых гранат, над стропилом две серебряные пятиугольные звезды, под стропилом одна такая же звезда. Эта эмблема в большей части гербов занимает правую половину щита, в очень немногих (гр. Воронцовых и Шуваловых) — вершину, а у графа А. Разумовского герб был закомпонован с другими аугментациями.
Щит увенчан дворянским шлемом, забрало которого обращено вправо, на шлем наложена лейб-компанская гренадерская шапка с страусовыми на ней перьями, красным и белым; по сторонам шапки видно два орлиных чёрных крыла, и на каждом из них — по три серебряных звезды. Общий девиз лейб-компанских-гербов: «за верность и ревность».
По сведениям указанного гербовника В. К. Лукомского и С. Н. Тройницкого, к 1917 году в архиве Гербового отделения Департамента герольдии хранились документы о 144-х Высочайше утверждённых гербах лейб-компанцев.

## Судьбы лейб-компанцев
За время правления Елизаветы Петровны в Лейб-компании служили более 600 строевых чинов, при утверждённом штатном составе в 300 гренадер (не считая более 80 заротных). Половина из них (первый призыв) стала помещиками, в основном мелкопоместными, в Пошехонском уезде Ярославской губернии. Не все они дали начало новым родам. Земли не имевших потомства возвращались в государственное владение. Однако лейб-компанцы составили существенную часть пошехонских помещиков.
Пользуясь в течение всего царствования императрицы Елизаветы исключительными милостями и вниманием, лейб-компанцы отличались, однако, крайней распущенностью и почти полным отсутствием дисциплины. Отчасти это подпитывалось тем, что они имели самого высокопоставленного ротного командира в Русской армии — саму императрицу. Тем не менее, с 1741 года по 1762 год под арестом сидели 57 человек (20 %). Из них по 8 — 10 раз — И. Морзовский, Н. Бурнов, И. Суховерков и Е. Ворсин. Лишь каждый пятый из гренадер подвергался аресту «за продерзости». Невелико и число исключённых за 21 год. Исключены из Лейб-компании «за продерзости» — 20, «за старостью и болезнями» — 2, «за неспособностью и безумством» — 2 и один был взят в Тайную канцелярию. Многие доблестные участники не дожили до этой почести, умерев в своих поместьях от болезней и пьянства, так и не успев стать родоначальниками дворянских родов. К марту 1762 года от первого призыва (декабря 1741 года) в Лейб-компании осталось 62 человека (примерно 20 %), они прослужили в Лейб-компании 21 год, за эти годы 136 человек умерли на службе — почти половина. Первые гренадеры имели по преимуществу самое простое происхождение. Их большинство можно отнести к немолодым, опытным солдатам, которые служили в гвардии; с 1720-х — 78 человек, с 1730-х — 150 человек и с 1740 — 1741-х — 45 человек. Факт, что за 21 год — 136 человек умерли на службе, подтверждает их немолодой возраст и пережитые во время долгой военной карьеры лишения. Они были в основном неграмотными, но почти поголовно женатыми. Те же, кто сумел пережить все «тягости и лишения» воинской службы, благополучно дожили до преклонных лет, дав начало новым благородным дворянским родам. Многие породнились, создав семьи между своими детьми. Дети многих лейб-компанцев также посвятили свои жизни службе в лейб-гвардии.
Лейб-компания была «раскассирована» Петром III 21 марта 1762 года, однако императрица Екатерина II в первые же дни своего царствования зачислила большую часть уволенных лейб-компанцев в состав Кавалергардского корпуса (были награждены «пожалованием в кавалергарды»), меньшая часть (около 80 человек) получила пенсии.
- В журнале «Русская старина» за апрель 1893 года священником Павлом Ильинским была рассказана невероятная история солдата Нагибы, который якобы возвёл на престол Императрицу Елизавету Петровну. «Русская старина. Апрель 1893 года»
- Вдова покойного гренадера Андрея Дегтярева 20 января 1752 года обратилась в Сенат с прошением, в котором она просит, чтобы диплом «на дворянское достоинство» её мужа выдали бы ей, поскольку детей «мужеска полу» от него не осталось, а есть лишь дочь, Авдотья, 22 лет (рождённая до указа 31 декабря, следовательно — не дворянка), которая состоит в замужестве за копиистом лейб-компании Бутримовым. Императрица «указать соизволила» выдать диплом дочери, а не вдове Дегтярёва. Следовательно, такая практика могла иметь место.